# Підгороднянська сільська рада (Бердичівський район)
Підгороднянська сільська рада (до 1946 року — Мало-Радзивілівська сільська рада, Малорадзівілівська сільська рада) — колишня адміністративно-територіальна одиниця та орган місцевого самоврядування у Махнівському (Бердичівському), Бердичівському районах і Бердичівській міській раді Бердичівської округи, Вінницької та Житомирської областей Української РСР з адміністративним центром у селі Підгородне.

## Населені пункти
Сільській раді на час ліквідації були підпорядковані населені пункти:
- с. Підгородне
- х. Хатки

## Населення
Відповідно до перепису населення СРСР, станом на 17 грудня 1926 року, чисельність населення ради становила 549 осіб, з них, за статтю: чоловіків — 253, жінок — 296; етнічний склад: українців — 549. Кількість господарств — 119.

## Історія та адміністративний устрій
Створена 1923 року в складі с. Мала Радзивілівка та хутора Тимощука Бистрицької волості Бердичівського повіту Київської губернії. 7 березня 1923 року увійшла до складу новоствореного Бердичівського (згодом — Махнівський) району Бердичівської округи. 17 червня 1925 року, відповідно до постанови ВУЦВК та РНК УСРР «Про адміністраційно-територіяльне переконструювання Бердичівської й суміжних з нею округ Київщини, Волині й Поділля», сільську раду включено до складу нового Бердичівського району Бердичівської округи. Станом на 15 червня 1926 року в підпорядкуванні значився х. Хатки. 15 вересня 1930 року, відповідно до постанови ВУЦВК та РНК УСРР від 2 вересня 1930 року «Про ліквідацію округ та перехід на двоступеневу систему управління», сільську раду включено до приміської зони Бердичівської міської ради Української СРР. 28 червня 1939 року, відповідно до указу Президії Верховної ради Української РСР «Про утворення Бердичівського сільського району Житомирської області», сільську раду включено до складу відновленого Бердичівського району Житомирської області. Після 1941 року х. Тимощука не значився на обліку населених пунктів.
7 червня 1946 року, відповідно до указу Президії Верховної ради Української РСР «Про збереження історичних найменувань та уточнення і впорядкування існуючих назв сільрад і населених пунктів Житомирської області», сільську раду перейменовано на Підгороднянську через перейменування її адміністративного центру на с. Підгородне.
Станом на 1 вересня 1946 року сільська рада входила до складу Бердичівського району Житомирської області, на обліку в раді перебували с. Підгородне та х. Хатки.
Ліквідована 11 серпня 1954 року, відповідно до указу Президії Верховної ради Української РСР «Про укрупнення сільських рад по Житомирській області», територію та населені пункти ради приєднано до складу Скраглівської сільської ради Бердичівського району Житомирської області.